# 3-溴双环丁烷-1-甲腈
3-溴双环丁烷-1-甲腈是一种有机溴化合物，化学式为C5H4BrN。它可由3-氯双环丁烷-1-甲腈和溴化钾的饱和二甲基甲酰胺溶液反应制得。
它和2,2,2-三氟乙醇反应，可以得到3-(2,2,2-三氟乙氧基)-2-环丁烯-1-甲腈。